# عمالة الأطفال في بنغلاديش

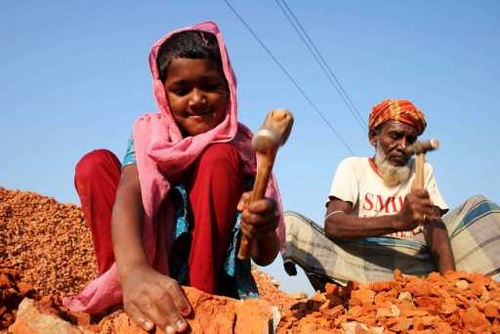
عمالة الأطفال في بنغلاديش.

تنتشر عمالة الأطفال في بنغلاديش حيث يعمل 4.8 مليون طفل أو 12.6% من الأطفال الذين تتراوح أعمارهم بين 5 إلى 14 عاماً. يعمل 83% من الأطفال العاملين في المناطق الريفية و17% منهم في المناطق الحضرية. تشمل عمالة الأطفال في بنغلاديش قطاعات الزراعة وتربية الدواجن وتجهيز الأسماك وصناعة الملابس والجلود والأحذية. كما يعمل الأطفال في تجهيز منتجات الجوت التي تتضمن الشموع والصابون والأثاث. إضافة إلى ذلك، يعملون في صناعة الملح وإنتاج لأسبستوس والقار والبلاط وتفكيك السفن. 
أقرت بنغلاديش قانون العمل في عام 2006، حيث يحدد هذا القانون الحد الأدنى للسن القانونية للعمل لتكون 14 عاماً. وعلى الرغم من ذلك، يستحيل تطبيق قوانين العمل هذه في بنغلاديش حيث يعمل 93% من الأطفال العاملين في القطاعات غير الرسمية كالمصانع الصغيرة وورشات العمل والشوارع والمشاريع التجارية المنزلية والخدمات المنزلية. 
تزداد التشريعات المناهضة لعمالة الأطفال في بنغلاديش على الرغم من استمرار انتشار هذه الظاهرة. صدّقت بنغلاديش على اتفاقية منظمة العمل الدولية التي تسمى «اتفاقية أسوأ أشكال عمالة الأطفال» (C182). كما صدّقت البلاد أيضاً على اتفاقية الأمم المتحدة لحقوق الطفل.

## تعريفات
يختلف تعريف عمالة الأطفال بحسب المنطقة والثقافة والتنظيم والحكومة. يرى المنظور الغربي الطفولة على أنها مرحلة خالية من الهموم ويفتقر الشخص خلالها القدرة على التصرف كبالغ. حددت العديد من المنظمات تعريفاً لعمالة الأطفال ومعاييرها على الرغم من افتقارنا لتعريف عالمي لهذه الظاهرة.
تعرّف منظمة الأمم المتحدة للطفولة (اليونيسيف) عمالة الأطفال على أنها أي نشاط مؤثر على صحة الطفل وتعليمه. كما يرى هذا التعريف عمالة الأطفال على أنها أي عمل يحرم الطفل من أنشطته الطفولية يستغلّه أو يؤذيه.
يعرّف البرنامج الدولي للحد من عمالة الأطفال (IPEC) الأطفال الناشطين اقتصادياً أو عمالة الأطفال على أنها «عمل مدفوع الأجر أو غير مدفوع الأجر في القطاعين الرسمي وغير الرسمي في المناطق الريفية والحضرية». وبالتالي، يستبعد هذا التعريف الأطفال العاملين ضمن أسرهم المعيشية.
يصنّف مكتب الإحصاءات في بنغلاديش الأطفال الذين تتراوح أعمارهم بين 5 و14 عاماً ويعملون لساعة واحدة أو أكثر (أسبوعياً) بأجر مدفوع أو دون أجر على أنهم أطفال عاملين. أما بالنسبة للأطفال الذين يبلغون من العمر أكثر من 10 أعوام، يعتبر أي نشاط اقتصادي يقومون به شكلاً من أشكال عمالة الأطفال حتى وإن كان العمل داخل أو خارج بيئة الأسر المعيشية الخاصة بهم.

## الأسباب والتأثير

### الفقر
يُعرف الفقر عموماً بأنه السبب الرئيسي لعمالة الأطفال. تؤكد جهود المنظمات الدولية كمنظمة العمل الدولية والأمم المتحدة على العلاقة بين الفقر وعمالة الأطفال، وذلك لتخفيف انتشار عمالة الأطفال عن طريق بعض السياسات الرامية إلى الحد من الفقر. هناك ارتباط سلبي قوي بين مستوى الدخل في البلد ونسبة انتشار ظاهرة عمالة الأطفال، حيث من الممكن أن تؤثر زيادة دخل الفرد الذي يبلغ 0-500 دولار إلى 500-1000 دولار في انخفاض معدل انتشار عمالة الأطفال من 30%- 60% إلى 10%-30%. وعلى الرغم من زيادة الدخل السنوي للفرد في بنغلاديش، إلا أن نسبة الأطفال الذين تتراوح أعمارهم بين 5 و14 عاماً من اليد العاملة في البلاد تصل إلى 9-13%. قدّرت اليونيسف في تقرير إحصائي لها في عام 2013 بأن نحو 43.3% من سكان بنغلاديش يعيشون تحت خط الفقر الدولي. 

### التركيبة السكانية
قد يكون للتركيبة السكانية في بنغلاديش أثر في نسب انتشار عمالة الأطفال، حيث تنتشر عمالة الأطفال في المناطق الريفية أكثر من المناطق الحضرية. قد يعود السبب للتاريخ الزراعي لبنغلاديش وللتقاليد التي تعزز عمل الأطفال جنباً إلى جنب مع البالغين في الحقول. إضافة إلى ذلك، يعمل الأطفال الذكور في كل من المناطق الريفية والحضرية أكثر من الأطفال الإناث، كما تنتشر عمالة الأطفال غالباً بين الأطفال الذين يبلغون من العمر 12 إلى 14 عاماً.

### نقص التعليم
لا يزال لنقص التعليم أثر كبير في ظاهرة عمالة الأطفال، حيث تعتبر عمالة الأطفال رادعاً للتعليم. ركّزت العديد من السياسات الهادفة إلى القضاء على عمالة الأطفال على زيادة فرص حصول الأطفال على التعليم. تؤكد المنظمات كمنظمة العمل الدولية والأمم المتحدة واليونيسف على أهمية التعليم للمساعدة في القضاء على الفقر ومنع عمالة الأطفال من الانتشار. وفقاً لليونيسف، تقتضي سياسة التعليم الوطنية الجديدة إكمال الأطفال لدراستهم حتى الصف الثامن، كما تشترط مجانية المدارس. تؤكد العديد من تعريفات عمالة الأطفال على اعتبار التعليم حقاً من حقوق الطفولة، كما تعتبر الحواجز التي تحول دون الحصول على التعليم أحد السمات المميزة لعمالة الأطفال.

## الانتشار
وفقاً لقائمة «السلع المنتجة عن طريق عمالة الأطفال أو العمالة القسرية» التي أصدرها قانون عام 2000 لحماية ضحايا الإتجار والعنف والتي نشرها مكتب شؤون العمل الدولي في وزارة العمل الأمريكية، تعتبر بنغلاديش إحدى 74 دولة تنتشر فيها عمالة الأطفال والعمالة القسرية على نطاق واسع، حيث يُصنّع 15 منتجاً تحت ظروف العمل هذه في بنغلاديش.

### القطاع غير الرسمي
يعمل معظم الأطفال العاملين في بنغلاديش ضمن القطاع غير الرسمي، حيث يصعب تنظيم ومراقبة هذا النوع من العمل. وتعتبر الزراعة أكثر أشكال عمالة الأطفال شيوعاً في المناطق الريفية، وكذلك الأمر بالنسبة للخدمات المنزلية في المناطق الحضرية. يعمل أغلبية الأطفال العاملين في بنغلاديش بالزراعة، وتشمل الأنشطة الزراعية تربية الدواجن وتجفيف الأسماك واستخراج الملح وتربية الجمبري والخدمات اللوجستية الزراعية. يستخدم هؤلاء الأطفال أدوات خطيرة أثناء العمل بالزراعة، كما يحملون أوزاناً ثقيلة ويستخدمون مبيدات للآفات الضارة. ترسل العائلات أطفالها للعمل غالباً عندما يريدون أيادي إضافية في الحقول، أو يرسلونهم للعمل من أجل أن يكسبوا قوت يومهم. يعمل هؤلاء الأطفال لساعات طويلة دون مقابل في أغلب الأحيان، كما يعملون في ظروف خطيرة ومسببة للعديد من المشاكل الصحية.

### القطاع الرسمي
تعتبر صناعة الملابس الأكثر استخداماً لعمالة الأطفال في القطاع الرسمي. توسّع نطاق هذه الصناعة بسرعة بين عامي 1983 و1999 لتصبح أكبر مصدر لعائدات التصدير في البلاد. تعتبر بنغلاديش من الدول العشر الأكثر تصديراً للملابس في العالم. لم يقتصر الأمر على زيادة المكاسب الاقتصادية وحسب، بل كثّفت هذه الصناعة من فرص العمل في المناطق الحضرية وخصوصاً عند النساء. ولهذا السبب، ازداد عدد الأطفال العاملين في المناطق الحضرية. تعمل النساء والفتيات في هذه الصناعة أكثر من غيرهم، ولذلك اتُهمت مصانع الملابس في بنغلاديش بإجبار الفتيات اللواتي لا يتجاوزن 13 عاماً على العمل لمدة 11 ساعة يومياً لإنتاج الملابس لتجار التجزئة الغربيين.

## قوانين عمالة الأطفال وتأثيرها على الممارسات في بنغلاديش.

### التشريعات في بنغلاديش

#### دستور جمهورية بنغلاديش الشعبية
يضمن الدستور في بنغلاديش الحقوق الأساسية للناس كما يحظر جميع أشكال العمالة القسرية بموجب المادة 34. وتنص هذه المادة على أن «جميع أشكال العمالة القسرية محظورة، وتعتبر أي مخالفة لهذا الحكم جريمة يعاقب عليها بموجب القانون».

### القوانين السارية للولايات القانونية الأخرى

#### قانون ردع عمالة الأطفال لعام 1993 (مشروع قانون هاركين)
أنشأ السيناتور الأمريكي توم هاركين هذا القانون الذي ينص على حظر استيراد السلع التي أنتجها الأطفال في أي مرحلة من مراحل الإنتاج المختلفة، سواء كانت مشاركة مباشرة أو غير مباشرة كالتغليف. أثّر هذا القانون على العمالة في بنغلاديش، حيث سرّحت مصانع الملابس العديد من العمال الأطفال خوفاً من فقدان صناعتهم.

### مبادرات مكافحة لعمالة الأطفال

#### مذكرة التفاهم (MOU) في عام 1995
وقّع كل من مصنّعي ومصدّري الملابس في بنغلاديش (BGMEA) ومنظمة العمل الدولية واليونيسف على هذه المبادرة التي سمحت للأطفال المشردين والمسرّحين من صناعة الملابس بتلقّي التعليم والتدريب المهني في بعض المهارات، كما أنها وفّرت للأسر تعويضاً عن عدم عمل أطفالهم.

### استراتيجيات أخرى
إضافة إلى عمل الحكومة ولجنة المساعدة في إعادة التأهيل في بنغلاديش ومنظمة العمل الدولية، هناك مساهمات أخرى للمنظمات الدولية والجهات المانحة للمساعدة في سبيل بدء استراتيجيات لمكافحة عمالة الأطفال. شملت هذه الاستراتيجيات إخراج الأطفال من بيئات العمل الخطرة ووضعهم في برامج تعليمية وتدريبية، إضافة إلى منح العائلات رواتب تعويضية عن فقدان الأجور نتيجة لانخفاض عمالة الأطفال، ونشر الوعي بالآثار الضارة لهذه الظاهرة.